# Обарач (амерички фудбал)
Обарач (енгл. Tackle), скраћено T је позиција у америчком фудбалу. Део је нападачке формације, у офанзивној линији, са леве (LT) и десне (RT) стране, поред гардова. Основни задатак обарача је да блокирају продор дефанзивних линијаша према квотербеку.  